# Coupe d'Algérie de basket-ball 1988-1989
Navigation
Coupe d'Algérie 1987-1988 Coupe d'Algérie 1989-1990
La Coupe d'Algérie 1988-1989 est la 20e édition de la Coupe d'Algérie de basket-ball, compétition à élimination directe mettant aux prises des clubs de basket-ball amateurs et professionnels affiliés à la fédération algérienne de basket-ball.

## Huitièmes de finale
| # | Date | Club 1             | Résultat | Club 2         | Lieu |
| - | ---- | ------------------ | -------- | -------------- | ---- |
| 1 | 1989 | MC Oran            | -        | n.c            | à    |
| 2 | 1989 | MA Hussein Dey.    | -        | n.c            | à    |
| 3 | 1989 | USK Alger          | -        | n.c            | à    |
| 4 | 1989 | MC Alger           | -        | n.c            | à    |
| 5 | 1989 | OM Médéa           | -        | MB Skikda      | à    |
| 6 | 1989 | Solb Riadhi Annaba | -        | IR Binaa Alger | à    |
| 7 | 1989 | USM Blida          | -        | n.c            | à    |
| 8 | 1989 | DRB Staoueli       | -        | n.c            | à    |

## Quarts de finale
| # | Date          | Club 1         | Résultat | Club 2                                                  | Lieu |
| - | ------------- | -------------- | -------- | ------------------------------------------------------- | ---- |
| 1 | 20 avril 1989 | MC Oran        | -        | le vainqueur du match OM Médéa et Skikda                | à    |
| 2 | 20 avril 1989 | MA Hussein Dey | -        | vainqueur du match Solb Riadhi Annaba et IR Binaa Alger | à    |
| 3 | 20 avril 1989 | USK Alger      | -        | USM Blida                                               | à    |
| 4 | 20 avril 1989 | MC Alger       | -        | DRB Staoueli                                            | à    |

## Demi-finales
| # | Date              | Club 1    | Résultat               | Club 2         | Lieu                          |
| - | ----------------- | --------- | ---------------------- | -------------- | ----------------------------- |
| 1 | jeudi 25 mai 1989 | MC Alger  | 69-68 (mi-temps 31-38) | MA Hussein Dey | à la salle Harcha Hassen      |
| 2 | jeudi 25 mai 1989 | USK Alger | 82-44                  | MC Oran        | a la salle its de Constantine |

## finale
| Titulaires :                                                                                                  |  |
| |  |
| 1. el mehnaoui 2. zine 3. malki 4. aktouf 5. slimani 6. faid 7. chiah 8. aktouf faycal 9. bellal 10. melouane |  |
| Entraîneur :                                                                                                  |  |
| bencheman et lamari                                                                                           |  |

| Titulaires : |  |
| |  |
| 1. oulbani 2. khacef 3. bensaid 4. djemai 5. magateli 6. hadj 7. kaies 8. hamou 9. hadi 10. hamamda 11. rachedi |  |
| Entraîneur : |  |
| keddour et lamrani                                                                                              |  |

| Titulaires :                                                                                                  |  |
| |  |
| 1. el mehnaoui 2. zine 3. malki 4. aktouf 5. slimani 6. faid 7. chiah 8. aktouf faycal 9. bellal 10. melouane |  |
| Entraîneur :                                                                                                  |  |
| bencheman et lamari                                                                                           |  |

| Titulaires : |  |
| |  |
| 1. oulbani 2. khacef 3. bensaid 4. djemai 5. magateli 6. hadj 7. kaies 8. hamou 9. hadi 10. hamamda 11. rachedi |  |
| Entraîneur : |  |
| keddour et lamrani                                                                                              |  |